# Token bus network
- Nguyên lý:

- Để cấp phát quyền truy nhập đường truyền cho cá trạm đang có nhu cầu truyền dữ liệu,một thẻ bài được lưu chuyển trên một vòng logic thiết lập bởi các trạm đó.
- Thẻ bài là đơn vị dữ liệu đặc biệt dùng để cấp phát quyền truyền dữ liệu.
- Các đối tượng có nhu cầu truyền dữ liệu sẽ "bắt tay" với nhau tạo thành 1 vòng logic và thẻ bài sẽ được lưu truyền trong vòng logic này.
- Sau khi truyền xong data hoặc hết thời gian cầm thẻ bài thì thẻ bài được chuyển sang trạm kế tiếp trong vòng logic.
=> phương pháp truy nhập có điều khiển.
- Vấn đề quan trọng là phải duy trì được vòng logic bằng việc thực hiện các chức năng:

- Bổ sung một trạm vào vòng logic: các trạm nằm ngoài vòng logic cần được xem xét định kỳ để nếu có nhu cầu truyền dữ liệu thì bổ sung vào vòng logic.
- Loại bỏ một trạm khỏi vòng logic: khi một trạm không còn nhu cầu truyền dữ liệu cần loại bỏ ra khỏi vòng logic để tối ưu hoá việc điều khiển truy nhập bằng thẻ bài
- Quản lý lỗi: một số lỗi có thể xảy ra như trùng địa chỉ,"đứt vòng"...
- Khởi tạo vòng logic: khi cài đặt mạng hoặc sau " đứt vòng ", cần phải khởi tạo vòng
Chú ý:
-Loại bỏ khỏi vòng logic khi không cần truyền dữ liệu
-Kết nạp thêm khi có nhu cầu truyền mà trước không có.